# کوپرامونتانا
کوپرامونتانا (به ایتالیایی: Cupramontana) یک کومونه در ایتالیا است که در استان آنکونا واقع شده‌است.

## خصوصیات
کوپرامونتانا ۲۶٫۹ کیلومترمربع مساحت و ۴٬۹۶۶ نفر جمعیت دارد و ۵۰۵ متر بالاتر از سطح دریا واقع شده‌است.

## خواهرخوانده
شهر جسوپالنا خواهرخواندهٔ کوپرامونتانا هست.